# ロンダ (スペイン)
ロンダ（スペイン語: Ronda）は、スペイン・アンダルシア州マラガ県のムニシピオ（基礎自治体）。

## 地理

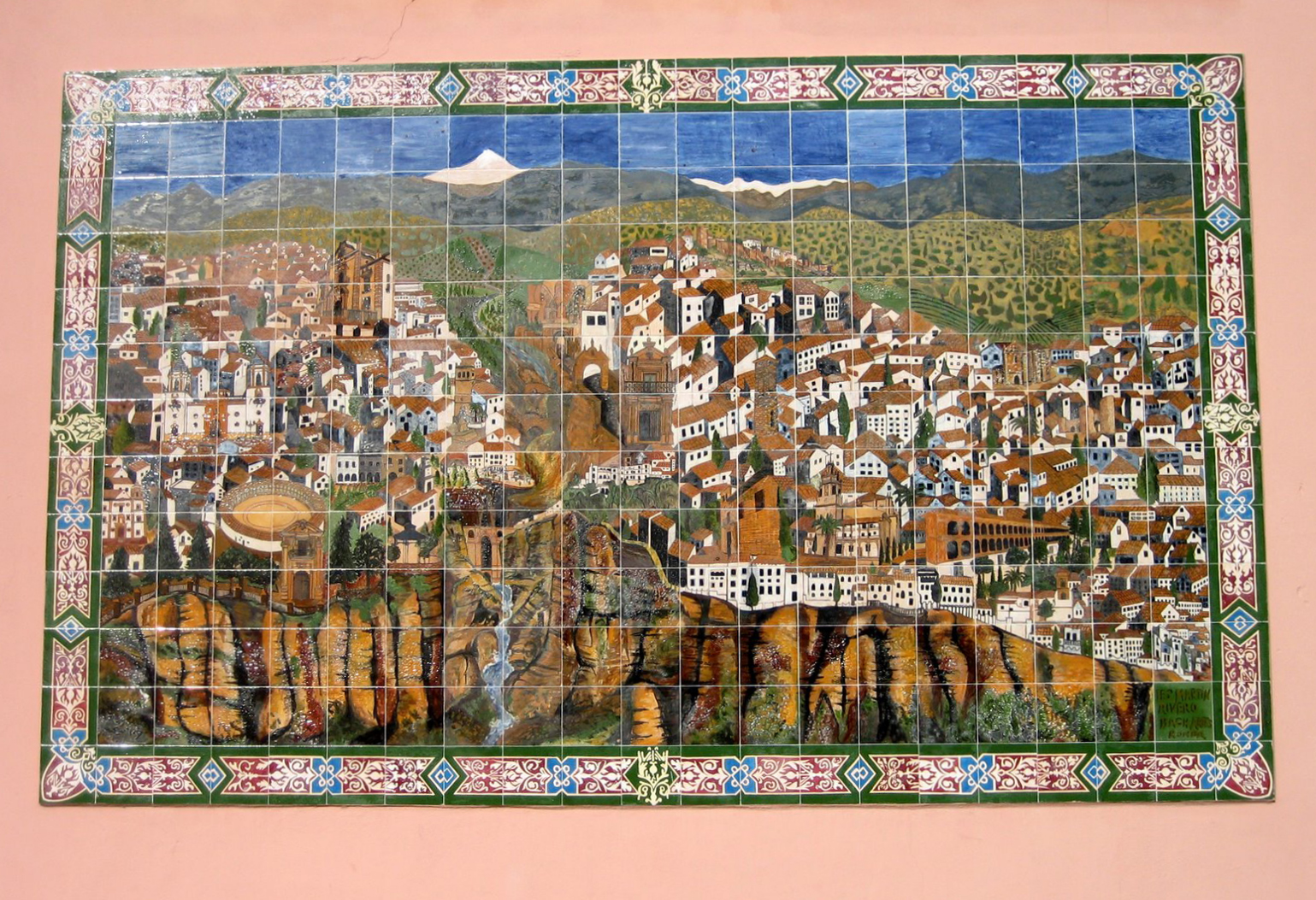
ロンダ市街を描いたアスレッホ。

ロンダの町は海抜739メートルの岩がちな台地の上に位置、周囲を百ｍ台の高さの崖に囲まれている。地中海に近い地域であるものの、海には面していない。グアディアーロ川の支流のグアダレビン川により侵食されて形成された、ロンダ峡谷によって市街地は2つに分断されている。このうち、峡谷の南側がイスラム支配時に発展した旧市街で、峡谷の北側がスペイン王国時代に発展した新市街である。旧市街と新市街は、ビエホ橋やヌエボ橋で結ばれている。この峡谷はモリノス谷まで伸びている。市街地の東にはシエラ・デ・ラス・ニエベス自然公園が設定されており、南にはヘナル谷があり、西にはグラサレーマ山脈があり、北にはカンピージョスへとつながる平地がある。

### 人口
| ロンダ (スペイン)の人口推移 1900－2010                  |
|                                                         |
| 出典:INE（スペイン国立統計局）1900年 - 1991年、1996年 - |

## 歴史

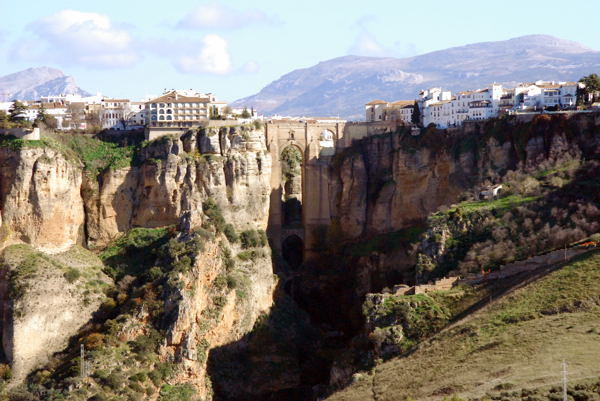
ロンダ渓谷に架かるヌエボ橋。18世紀に完成した石橋である。

近隣のピレタ洞窟内では洞窟壁画などが見つかっており、ロンダ周辺には新石器時代から人が定住していたと考えられている。紀元前6世紀頃に住んでいたケルト人はこの地をアルンダ（Arunda）と呼んでおり、これがロンダという名称の語源となった。ケルト人の後にはフェニキア人が近郊に村を作り、そこをアシニポと呼んだ。古代ギリシャ人に征服されたアルンダは、ルンダ（Runda）と改名された。
現在のロンダの基盤は、第二次ポエニ戦争後、ローマの将軍スキピオ・アフリカヌスのカルタゴ遠征の最中に作られたとされる。紀元前3世紀終わりにはヒスパニアがローマに平定された。ラウルス城が築かれたことで周辺から人口が集まり、ユリウス・カエサルの時代には都市の規模になった。ルンダの住民もアシニポの住民も、ローマ市民とされた。
5世紀にローマ帝国の衰退が始まり、レキラ王率いるスエビ族が都市を征服し、その後東ローマ帝国が都市を征服した。レオヴィギルド王が都市を西ゴート王国に統合するまで、アシニポは完全に打ち捨てられていた。
711年にイスラム教徒がイベリア半島へ侵入した。713年にロンダは戦いらしいことをせずにベルベル人のサイード・ベン・ケサディ・エル・セブセキ（Zaide Ben Kesadi El Sebseki）に降伏した。都市はイスン＝ランド・オンダ（Izn-Rand Onda、城の都市。アラビア語で「オンダ高台の要塞」などの意）と改名され、アルアンダルスのタクルンナ県の中心地となった。
後ウマイヤ朝が崩壊すると、タクルンナ県はアブー・ヌール・イラル・ベン・アビ・クラ（es:Abu Nur Hilal Ben Abi Qurra）が治める独立王国（タイファ）となった。この時代に、ロンダの都市としての歴史的な外観の大部分が作られたと考えられている。アブー・ヌールの息子ナサルが王国を継承後に殺害され、ロンダ王国はセビーリャの君主アル＝ムウタディド(es:Al-Mutádid)のものとなった。
1485年5月22日に、長期の包囲戦後にアラゴン王フェルナンド2世がロンダを陥落させたことで、ロンダのイスラム支配は終わった。征服後、イスラム時代に建てられた建物の多くが刷新され、メルカディーリョやサン・フランシスコといった郊外定住地へと市街が拡大していった。対して、古いアラブ時代の市街はラ・シウダー（La Ciudad）と呼ばれるようになった。
1572年に、王立ロンダ騎士養成学校が設立された。
18世紀にはフランシスコ・ロメーロが登場し、ムレータを考案して近代の闘牛の様式を確立させた。また、現在のロンダの顔であるヌエボ橋とロンダ闘牛場が建設された。
ナポレオンによる侵攻とその後のスペイン独立戦争にともない、ロンダやその周辺地域は衰退する。ロンダの要塞であったラウレル城は退却するフランス軍によって荒らされ、人口は3年間で15,600人から5000人にまで減少した。20世紀初頭に鉄道が敷かれたことにより、ロンダは周辺地域の交通上の要衝となり、繁栄の時代を経験した。1918年にはロンダ会議が開催され、現在のデザインのアンダルシア州旗、州歌、州章が決定された。スペイン内戦後は人口が激減していたが、1940年代後半から回復を見せている。

## 経済
ロンダはアンダルシア有数の観光地であり、地中海沿岸のコスタ・デル・ソルから日帰りでやってくる観光客も多い。ロンダの市街地の北側には鉄道駅も設置されている。今日のロンダの経済は観光業が中心であるものの、農業や家具製造業も行われており、ワインセラーもある。

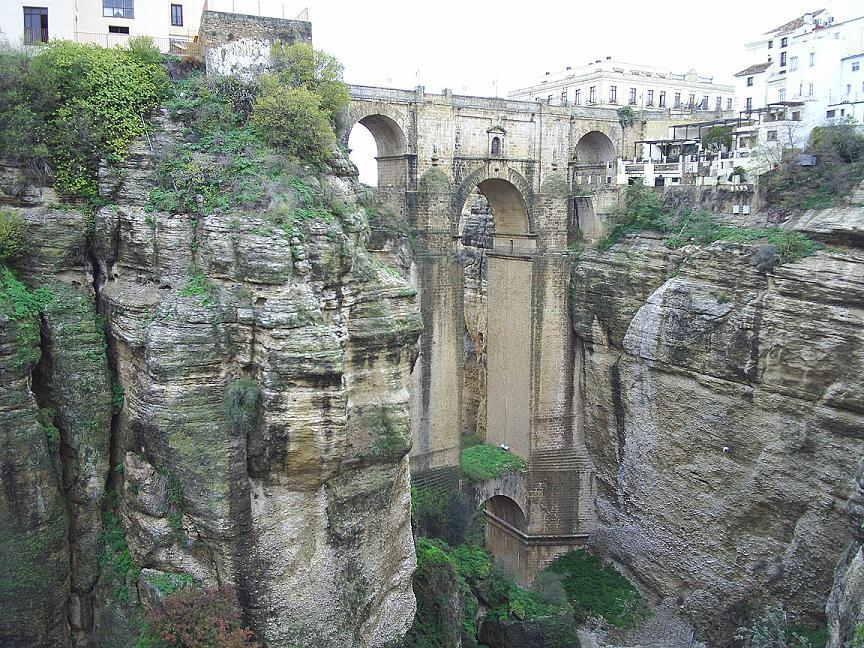
ヌエボ橋
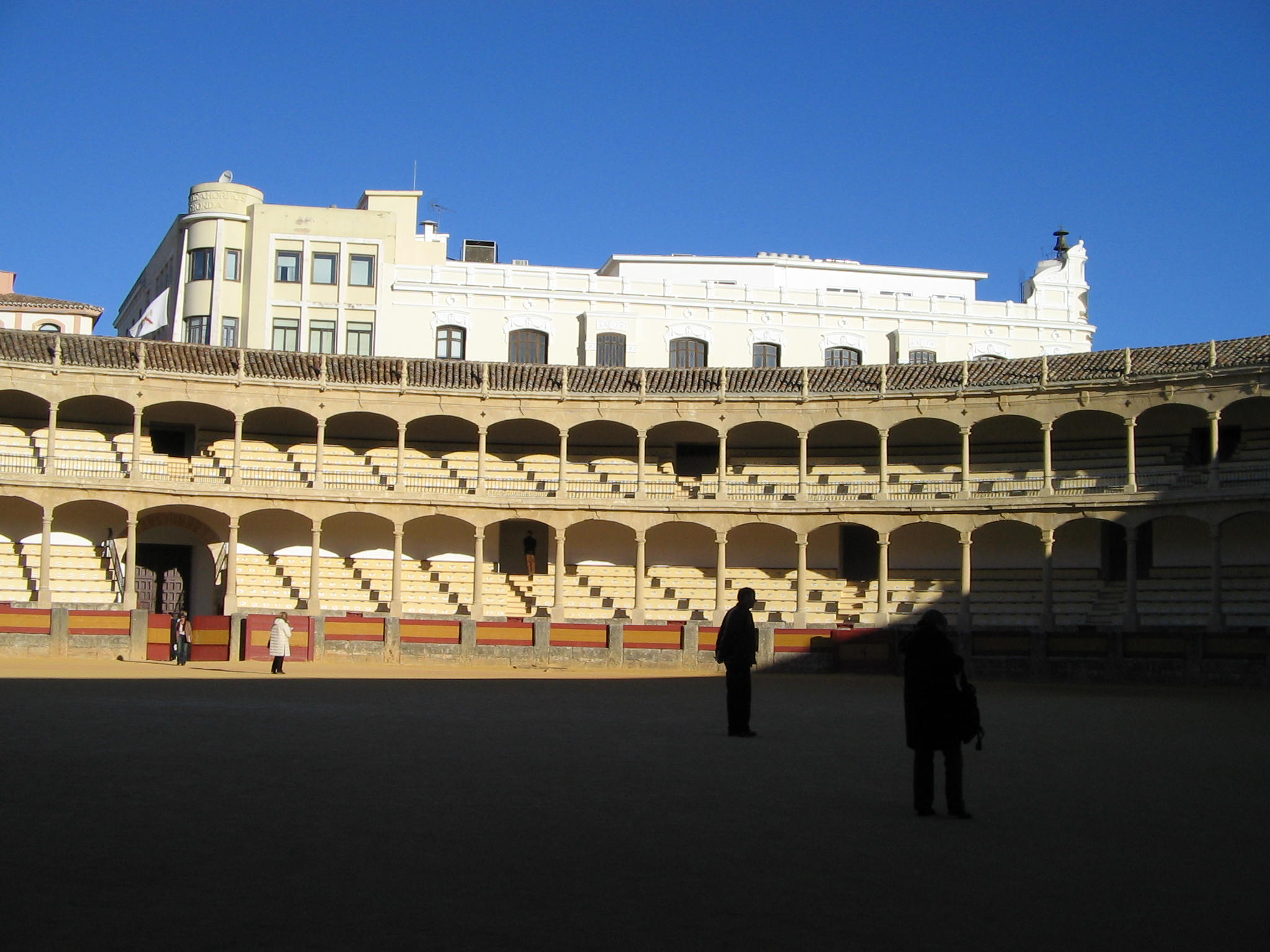
ロンダ闘牛場
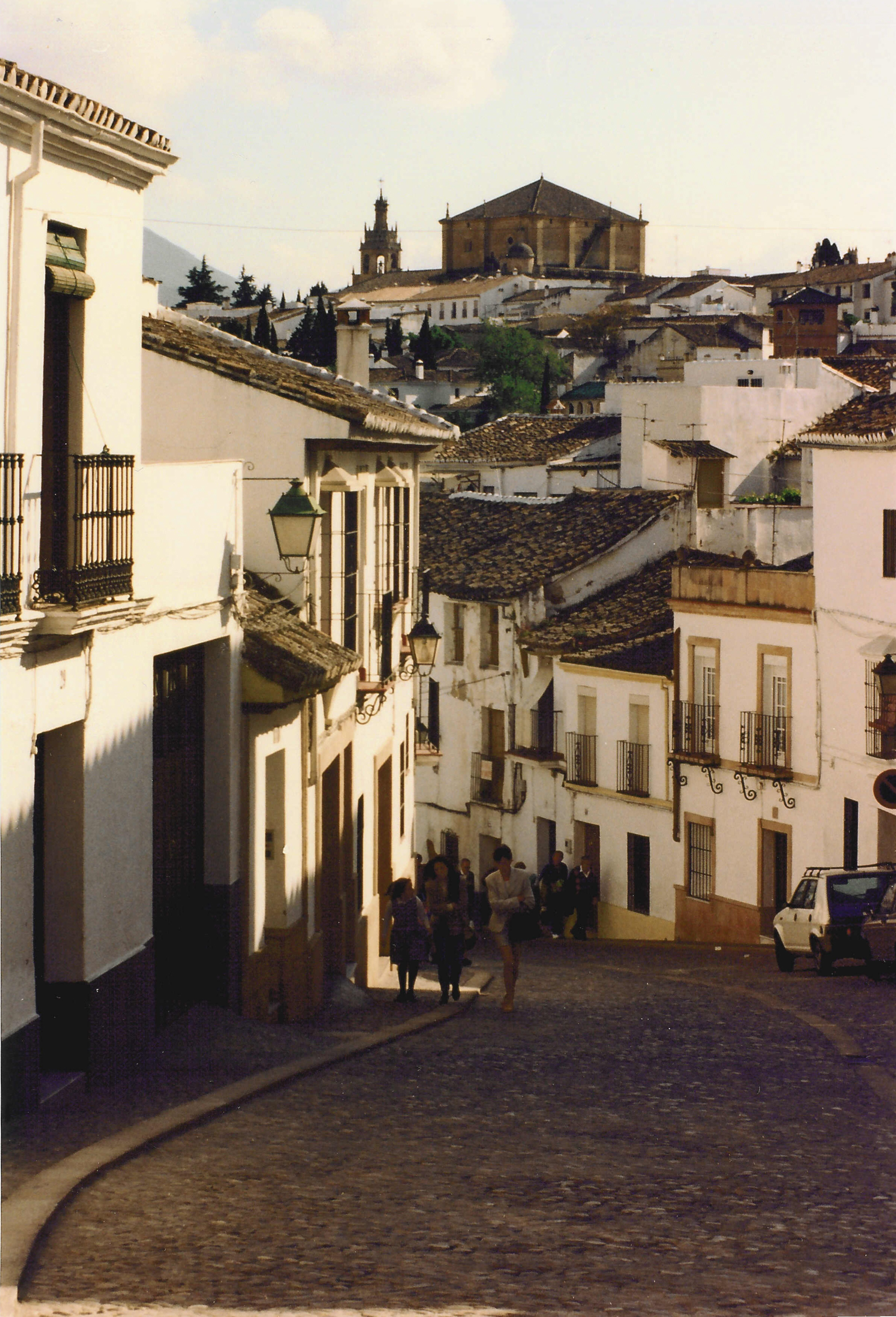
町並み
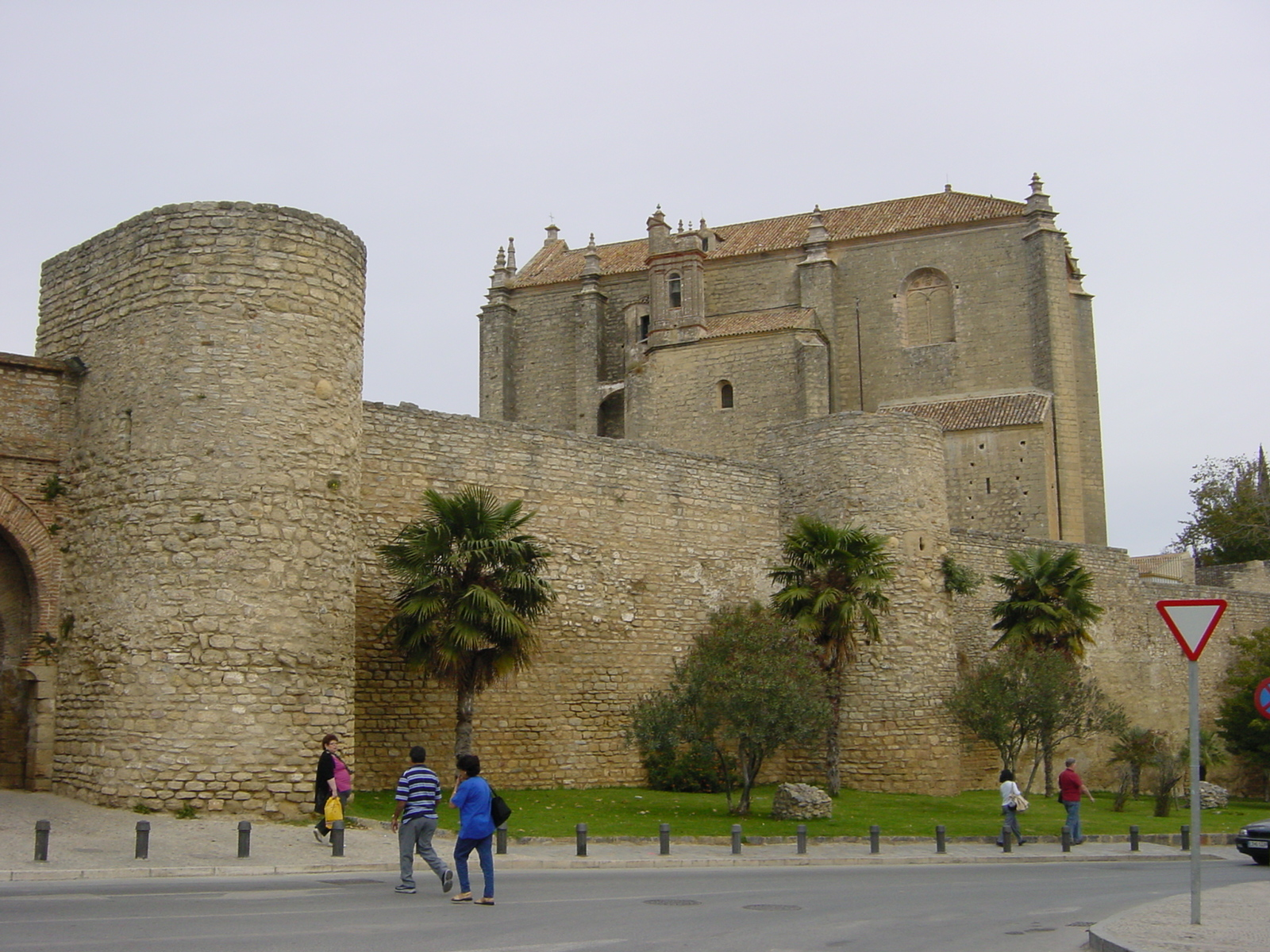
聖霊教会

## 姉妹都市
- クエンカ、スペイン
- シャウエン、モロッコ
- カスティリオーン・フィオレンティーノ、イタリア